# Isabel Gonzaga de Novellara
Isabel Gonzaga (em italiano:  Isabella Gonzaga; 1576 – 1630) foi uma nobre italiana membro do ramo de Novellara da Casa de Gonzaga e que veio a ser Duquesa Consorte de Mântua e de Monferrato como mulher Vicente II Gonzaga. 

## Biografia
Isabel era a filha de Afonso I Gonzaga, Conde de Novellara e de Vitória Capua. Era descrita como uma mulher muito bela tendo-se casado com Ferrante Gonzaga (do ramo de Bozzolo), com quem teve oito filhos. O marido morreu em 1605.
Em 1617 voltou a casar com Vicente II Gonzaga, Duque de Mântua e de Monferrato, 22 anos mais novo que ela.
Apesar da diferença de idades, Vicente cedo se apaixonara por Isabel. Mas, em 1615, o irmão, o Duque Fernando I Gonzaga, indigitara-o como Cardeal. No entanto, em 1616, abandona a sua carreira cardinalícia e, apesar da oposição do seu irmão, casa com Isabel.
O irmão mantem a oposição ao casamento e, por fim, o próprio Vicente fica infeliz com a aliança celebrada dada a pressão para gerar descendência, no que Isabel falhou.
Como forma de justificar a anulação do casamento, Isabel foi acusada de feitiçaria acusação encenada pelo seu cunhado o Duque Fernando I. O marido acaba por apoiar as acusações, mas abandona Mântua, com receio em se envolver no processo. No tribunal que julgava a acusação de feitiçaria, sob a supervisão papal, Isabel foi declarada inocente e livre de todas as acusações.
Em 1626, o seu marido herdou os tronos de Mântua e Monferrato. Embora separados, eles não estavam divorciados pelo que, formalmente, ela era Duquesa consorte de Mântua e Monferrato. Deste segundo casamento, não houve geração.

## Casamento e Descendência
Do seu primeiro casamento com Ferrante Gonzaga de Gazzuolo (1550-1605), conde de Bozzolo e filho de Carlos Gonzaga (1523-1555), nasceram oito filhos:
1. Cipião (Scipione) (1595-1670), príncipe de Sabbioneta;
2. Afonso (Alfonso) (1596-1659), marquês de Pomaro;
3. Carlos (Carlo) (1597-1636), governador de Bozzolo em 1631;
4. Luís (Luigi) (1599-1660), casou com Isabel de Arenberg;
5. Camilo (Camillo) (1600-1659), militar ao serviço da Serenissima;
6. Isabel (Isabella);
7. Frederico (Federico);
8. Aníbal (Annibale) (1602-1668), príncipe de Bozzolo.

Do segundo casamento, não houve descendência.